# Antonio Sancho
Antonio Sancho Sánchez (né le 14 mars 1976 à Mexico au Mexique) est un joueur de football international mexicain, qui évoluait au poste de milieu de terrain.

## Biographie

### Carrière en sélection
Avec l'équipe du Mexique, il joue 3 matchs (pour aucun but inscrit) entre 2000 et 2002. 
Il figure dans le groupe des sélectionnés lors de la Gold Cup de 2002. Il participe également à la Copa América de 1997.

## Palmarès
- Troisième de la Copa América en 1997 avec l'équipe du Mexique